# 25836 Harishvemuri
25836 Harishvemuri è un asteroide della fascia principale. Scoperto nel 2000, presenta un'orbita caratterizzata da un semiasse maggiore pari a 2,9113356 UA e da un'eccentricità di 0,0163099, inclinata di 3,15831° rispetto all'eclittica.